# قلعه نزوی

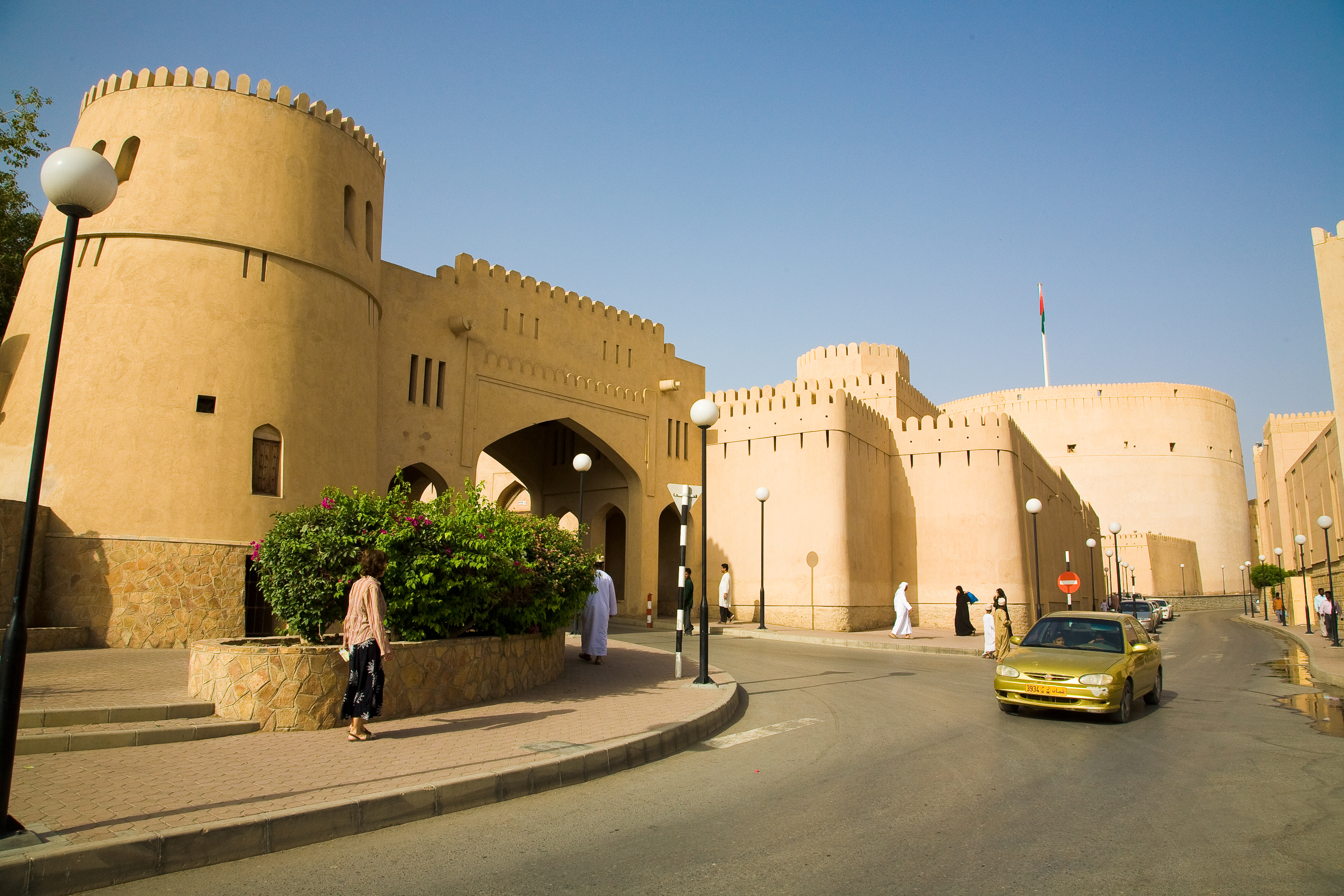
نمایی از قلعهٔ باستانی نزوی در کشور عمان - ۲۰۰۸

قلعه نزوی (به عربی: قلعة نزوی)، یکی از قدیمی‌ترین قلعه‌های کشور پادشاهی عمان ویکی از (نقاط دیدنی سلطنت عمان) است.     
این قلعه در   شهرستان نزوی (ولایة نزوی) منطقه داخلیه عمان واقع شده‌است.
شکل این قلعه، ضخیم و دایره‌ای مانند، وارتفاع دیوارش ۲۴ متر است. قطر داخلی قلعه  ۳۹ متر و قطر خارجی در حدود ۴۳ متر می‌باشد. دارای هفت گودال است که تفنگداران  در هنگام تیراندازی در آن‌ها کمین می‌کرده‌اند، همچنین دارای اماکن مختلف من‌جمله زندان، مقر حکم، دادگاه و اماکن معاقبت مجرمین بوده‌است. قلعه در دوران حکم‌الامام سلطان بن سیف بن مالک الیعربی در سال ۱۶۶۰ میلادی بنا شده‌است. گفته می‌شود بنای قلعه ۱۲ سال به طول انجامیده‌است و نزد عمانی‌ها  معروف است که سلطان بن سیف الیعربی یکی از سلاطین پرقدرت عمان بوده که توانسته‌است اشغالگران پرتغالی را از سواحل عمانات بیرون کند. در کنار این قلعه بازار سنتی نزوی قرار دارد.